# لیزا وسترهوف
لیزا وسترهوف (انگلیسی: Lisa Westerhof؛ زادهٔ ۲ نوامبر ۱۹۸۱) قایقران، و خلبان اهل پادشاهی هلند است.